# Brücke Merkinė

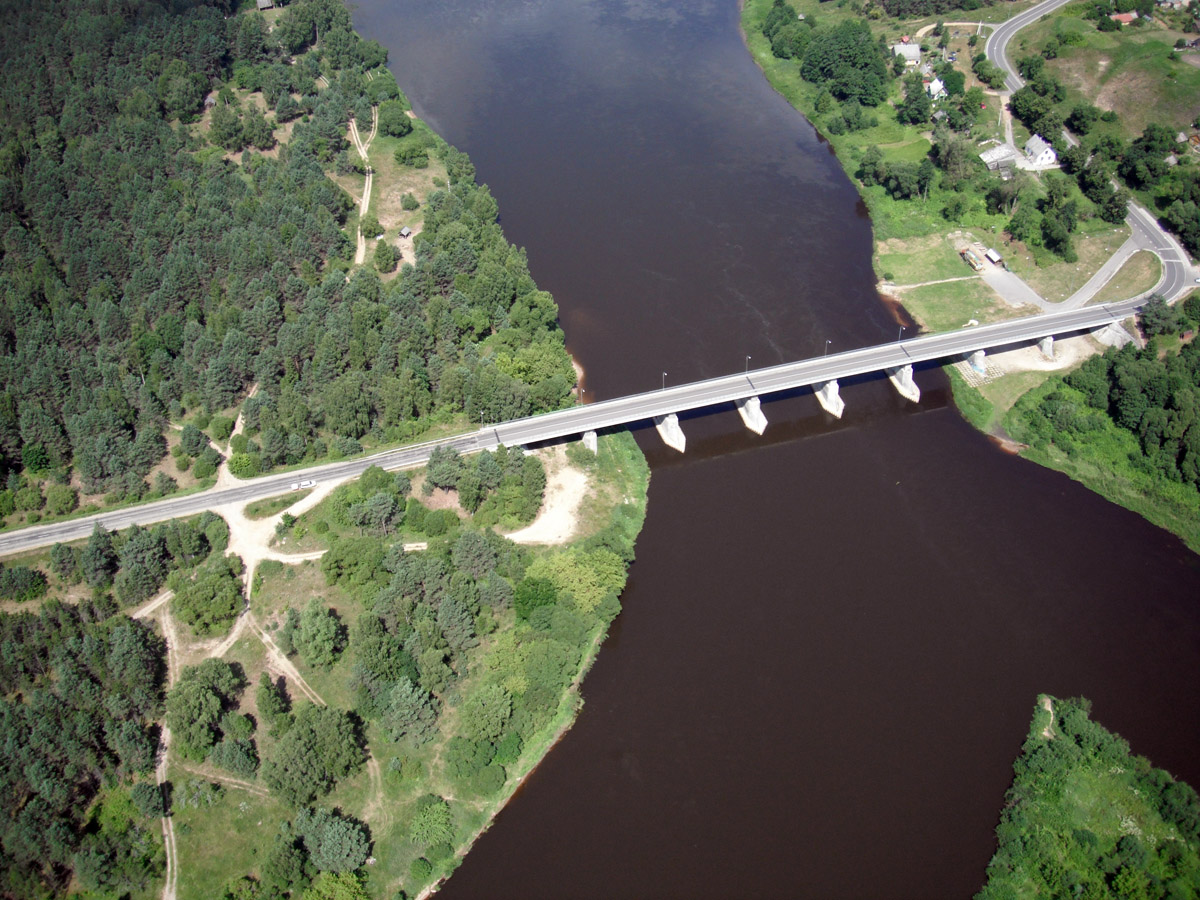
Brücke Merkinė

Die Brücke Merkinė ist eine Brücke über die Memel im Städtchen Merkinė, in der Rajongemeinde Varėna, im Südwesten Litauens. Sie ist etwa 210 Meter lang. Die Brücke befindet sich auf der Straße KK133 (Merkinė-Leipalingis).
Im von 1693 bis 1695 entstandenen Inventar des Bezirks Merkinė wurde angegeben, dass an dieser Stelle eine Fähre von zwei Männern über den Fluss (Memel) bedient wird. Für die Grodno-Straße wurde später eine Holzbrücke urkundlich erwähnt.
1914 baute man die Brücke über die Memel in der Nähe von Merkinė. Als die Russen sich im Ersten Weltkrieg zurückzogen, verbrannten sie 1915 die von ihnen selbst gebaute Brücke. Von 1915 bis 1916 wurde die Brücke von den Deutschen Soldaten erneut erbaut. Der Bau begann im Winter, die Holzpfähle wurden befestigt, nachdem man die Löcher im Eis geschnitten hatte. Eine Generalreparatur der Brücke wurde 1960 in Sowjetlitauen durchgeführt.